# 에치젠타카다역
에치젠타카다역(일본어: 越前高田駅)은 일본 후쿠이현 후쿠이시에 위치한 서일본 여객철도 에쓰미호쿠 선의 철도역이다. 단선 승강장 1면 1선의 구조를 갖춘 지상역이다.

## 역 주변
- 국도 제364호선
- 다카다 대교

## 역사
- 1964년 5월 20일 : 에쓰미호쿠 선의 이치조다니 역 - 이치나미 역 간에 신설 개업.
- 1987년 4월 1일 : 일본국유철도 분할 민영화에 의해, 서일본 여객철도가 승계.
- 2004년 7월 18일 : 호우에 의해 에쓰미호쿠 선 전 노선 운행 중지.
- 2007년 6월 30일 : 마지막까지 운행이 중지되었던, 이 역을 포함한 이치조다니 역 - 미야마 역 간에 3년 동안 끝에 열차 운행 재개. 대행 버스 승강장은 다카다 대교 대안 부근으로 놓여져 있음.

## 인접 역
| 서일본 여객철도 에쓰미호쿠 선         | 서일본 여객철도 에쓰미호쿠 선 | 서일본 여객철도 에쓰미호쿠 선 |
| ------------------------------------- | ----------------------------- | ----------------------------- |
| 이치조다니 후쿠이 · 에치젠하난도 방면 | ■ 구즈류코 선                 | 이치나미 구즈류코 방면        |